# 奥斯卡·彼得森
奥斯卡·伊曼纽尔·彼得森（英語： CC CQ OOnt，1925年8月15日—2007年12月23日），加拿大爵士鋼琴家、作曲家。彼得斯一生发行200多张唱片，七次夺得葛萊美獎，是格莱美奖终身成就奖得主。在长达60多年的音乐生涯中，奥斯卡在全球各地举行过千场演奏会。艾靈頓公爵称他为“键盘界的摩诃罗阇”，爵士音乐界尊称他为“内摇之王”。

## 生平

### 早年
彼得斯生于加拿大魁北克省蒙特利尔的一个移民家庭，祖上来自西印度群岛（聖克里斯多福及尼維斯和英屬維爾京群島）。其母亲凯瑟琳（Kathleen）是家政工人，父亲丹尼尔（Daniel）在加拿大太平洋鐵路当搬运工，同时也是一位业余音乐人，曾无师自通风琴、小号及钢琴的演奏。彼得斯在蒙特利尔小勃艮第街区长大；生活在这个黑人占主导的环境，彼得斯自然而然地接触到黑人的爵士文化。彼得森5岁开始学习吹小号和弹钢琴，7岁时因患上结核病无法再吹小号，故将全部焦点投入到钢琴上。父亲为他承担起音乐启蒙教师的角色，姐姐戴西也教他弹传统钢琴，他在平日里坚持练习音阶和经典的練習曲。
彼得森师从匈牙利裔钢琴家保罗·德马基（Paul de Marky）。由于德马基的老师是传统钢琴家伊斯特万·托曼，而托曼的老师是李斯特·费伦茨，所以彼得森早期主要学习传统钢琴。尽管如此，彼得森还是被传统爵士及布基烏基吸引注意力，开始学习几首拉格泰姆作品。后来他被称为“布基烏基的喬·路易斯”。
到9岁的时候，彼得森弹奏钢琴的水平已经给专业音乐人留下深刻印象。多年来，他每天会练习钢琴四到六个小时，直到晚年才将时间缩减到一两个小时。1940年，也就是14岁那年，他赢得加拿大广播公司组织的全国音乐比赛。随后他从蒙特利尔高中辍学，告别了昔日的乐队队友梅纳德·弗格森。他走上职业钢琴家的道路，在每周播出的电台节目上亮相，偶尔也去酒店和音乐厅表演，之后成为约翰尼·福尔摩斯管弦乐团（Johnny Holmes Orchestra）的团员。1945年到1949年，他以三重奏的形式为维克多唱片录制唱片。由于其对納·京·高爾和泰迪·威爾森的作品情有独钟，他将音乐重心转移到布基烏基和摇摆乐。
到了20岁出头的时候，彼得森已经凭借超群技术和独创旋律在钢琴界树立口碑。

### 组合表演
根据2021年纪录片《奥斯卡·彼得森：黑加白》，奥斯卡·彼得森接受了诺曼·格兰茨的专访。彼得森表示自己在坐出租车去蒙特利尔机场时听到电台从当地一家夜总会转播节目，里面的钢琴曲非常好听，于是灵机一动，让司机载他去这家夜总会，希望一窥演奏者的真容，而这个人就是诺曼·格兰茨。格兰茨之前见过彼得森一面，但没有留下印象。1949年，格兰茨在纽约卡内基大厅的“爱乐乐团爵士乐”音乐会中向大家介绍彼得森。在彼得森音乐生涯的大部分时间里，格兰茨一直是他的经纪人。两人的关系已非纯粹的经纪关系，彼得森表扬格兰茨支持他，以及其他1950、60年代出身种族隔离色彩浓厚的美国南部的爵士音乐人。在纪录片《奥斯卡之调》（Music in the Key of Oscar）中，彼得森回忆格兰茨只身对抗美国南部的持枪警察，抗议对方阻止他们三人乘坐“只限白人”的出租车。
1950年，彼得森与与低音提琴手雷·布朗组成二人组，两年后吉他手巴尼·凯瑟尔加入。后来凯瑟尔厌倦了巡演而离开，由赫伯·埃利斯顶替。三人于1953年和1958年间保持活跃，经常为爱乐乐团的巡演表演爵士。彼得森也和山姆·琼斯、尼尔斯-亨宁·厄斯泰德·彼得森、乔·帕斯、欧文·阿什比、贝西伯爵和賀比·漢考克合作。
彼得森认为自己与布朗和埃利斯结成的三人组是公开表演及唱片录制组合中“最刺激”、最有成效的。1950年代初，彼得森与布朗及鼓手查理·史密斯以“奥斯卡·彼得森三人组”的名义进行表演。不久后史密斯换成吉他手欧文·阿什比，而阿什比是纳·京·科尔三人组的成员。后来阿什比又被换成凯瑟尔。三人组的最后一张唱片《奥斯卡·彼得森三重奏小镇漫游》在多伦多小镇酒馆现场录制，呈现了三人非凡的情感表达及深刻的音乐理解。
到1958年埃利斯离开的时候，彼得森和布朗没有再找吉他手，只请了鼓手埃德·施格平；他们认为埃利斯的吉他表演无人能比。随后三人参与彼得森专辑《夜间列车》和《加拿大组曲》的录制。1965年，埃利斯和布朗离开，贝斯手山姆·琼斯和鼓手路易斯·海耶斯加入，海耶斯后来再由鲍比·达勒姆取代，四人的合作一直持续到1970年。1969年，彼得森录制专辑《动感和情感》，当中以管弦乐编排披头士的《昨日》和《Eleanor Rigby》。1970年秋，彼得森发行专辑《悲伤钢琴》，同年琼斯和达勒姆离开。

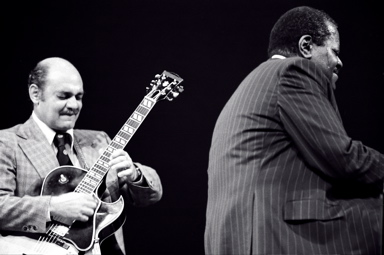
1977年，奥斯卡和乔·帕斯在纽约罗彻斯特伊士曼剧场演出

1970年代，彼得森与吉他手乔·帕斯、贝斯手尼尔斯-亨宁·厄斯泰德·彼得森组成三人组。三人延续了布朗、埃利斯、彼得森三人组在1950年代取得的成就，在各大音乐节上的表演备受好评。三人的专辑《三人行》一举拿下1974年格雷梅江最佳爵士团体表演奖。1978年4月22日，彼得森在巴黎會議宮的1978年歐洲歌唱大賽上献上幕间表演。1974年，英国鼓手马丁·德鲁加入，三人组变成四人组。四人在全球各地展开巡演、录制唱片。在1976年的专访中，帕斯表示：“在我听过的所有人当中，阿特·塔图姆和彼得森是少数能把他们的乐器演奏得出神入化的人。”
彼得森积极突破爵士音乐的边界，与萨克斯手本·韦伯斯特、小号手克拉克·特瑞、颤音琴演奏家米特·傑克遜等爵士音乐人展开合作。1961年，彼得森三人组与杰克逊录制专辑《爵士神作》。之后彼得森罕见地录制独奏系列专辑《好友专属》，向比爾·艾文斯、麦考伊·泰纳等钢琴家同行致敬。格兰茨1973年成立巴勃罗唱片后，彼得森为此录制专辑，其中一张是1978年惊悚片《伪善者》的原声带。1980年代，彼得森与钢琴家贺比·汉考克组成二人组。1980年代后期和1990年代，中过风的彼得森与得意门生本尼·格林登台演出、录制唱片。1990年代和2000年代，彼得森与特拉克唱片的爵士乐队录制专辑。

### 晚年

米西索加圣彼得圣公会教堂的奥斯卡·彼得森墓志铭

彼得森从小患有关节炎，后来病情严重到穿衣服扣不上扣。他身材不算苗条，体重重达125（276磅），行动受到影响。1990年代初，他接受了髋关节置换手术。尽管手术非常成功，他的行动能力还是受到阻碍。1993年，彼得森中风，左侧身体活动受影响，因而暂停活动两年。当时即将上任的加拿大总理让·克雷蒂安想安排他当安大略省省督，被他以身体状况欠佳为由婉拒。后来他逐渐恢复左手的活动能力，但弹奏钢琴还是受到影响，主要依靠左手弹奏。1995年，彼得森时不时公开表演，也为特拉克录唱片。1997年，彼得森获格莱美奖终身成就奖和国际爵士名人堂。加拿大政界人士、业余钢琴家李博曾说“单手弹奏的奥斯卡胜过所有双手弹奏的人”。
2003年，彼得森与尼尔斯-亨宁·厄斯泰德·彼得森、乌尔夫·维克纽斯和马丁·德鲁为神韵唱片录制DVD《维也纳一夜》（A Night in Vienna）。彼得森也继续在美国和欧洲巡演，但一年最多开一场，中间为休息时间。
2007年，彼得森健康状况持续恶化，原定在多伦多爵士音乐节及卡内基大厅全明星纪念演奏会的表演被迫取消。同年12月23日，彼得森因肾衰竭在安大略省密西沙加家中病逝。
2021年，巴瑞·阿弗里奇推出介绍彼得森生平的纪录片《奥斯卡·彼得森：黑加白》。影片全球首映礼于多倫多國際電影節举行。

### 个人生活
彼得森一生有四段婚姻，一共与三位妻子育有七个孩子。他有抽卷烟和烟斗的习惯，曾几次尝试戒烟，但每次尝试都会增重。除此之外，彼得森也是一位烹饪好手。

## 作曲与教学生涯

1977年

彼得森也在加拿大教钢琴和即兴演奏，相关活动主要在多伦多进行。1960年代，彼得森与同行在多伦多创办当代音乐精修学校（Advanced School of Contemporary Music），其本人则担任了五年的校长。由于缺乏政府资金扶持，再加上彼得森和同行要外出巡演，学校最终倒闭。后来彼得森在约克大学教爵士乐，于1990年代担任该校校监数年。他还出版了爵士钢琴练习曲。另外，他要求学习勤加练习约翰·塞巴斯蒂安·巴赫的作品，尤其是《平均律键盘曲集》、《哥德堡变奏曲》和《賦格的藝術》。在他看来，这些作品是每位严肃钢琴家的必备曲目。钢琴师本尼·格林和奥利弗·琼斯是他的学生。

## 所受影响
彼得森的音乐受泰迪·威爾森、納·京·高爾、詹姆斯·P·约翰逊和阿特·塔图姆影响，其中塔图姆被许多人拿来和彼得森比较。有一次彼得森父亲播放塔图姆《Tiger Rag》的唱片，彼得森被里头出色的演绎折服，自尊心受到严重打击，有好几个礼拜不碰钢琴。他说“塔图姆把我吓死了”，从此他“再也不敢吹嘘”自己的钢琴水平。1940、50年代，塔图姆为彼得森的音乐水平树立了典范。虽然两人后来成为朋友，彼得森还是羞于被别人拿来和塔图姆比较，也很少在塔图姆面前炫技。
彼得森的姐姐在蒙特利尔教钢琴，门下有几位爵士演奏家。彼得森称姐姐是他最重要的一位老师，对他的职业生涯产生深刻影响。在姐姐的指导下，彼得森将音乐视野拓宽到传统钢琴，了解传统钢琴演奏的核心，从最基本的音阶，再到巴赫的前奏曲与赋格曲。
在塔图姆钢琴技巧及美学的基础上，比得森大量吸收塔图姆作品的精髓，其中以谢尔盖·拉赫玛尼诺夫钢琴协奏曲最为明显。彼得森时不时在唱片中以拉赫玛尼诺夫作品作和音，或是直接引用其《第2钢琴协奏曲》，这在彼得森三人组的作品最为明显。1960、70年代，彼得森录制大量突出其钢琴演奏的三重奏唱片，这些唱片展现了彼得森更不拘一格的风格，这种风格融合了爵士、流行乐及古典乐元素。
钢琴演奏教育家马克·伊斯曼（Mark Eisenman）认为，彼得森个人最出色的表现，是低调地给歌手艾拉·費茲潔拉和小号手罗伊·埃尔德里奇伴奏。
彼得森被认为是史上最伟大的爵士钢琴家。艾靈頓公爵称他为“键盘界的摩诃罗阇”，爵士音乐界尊称他为“内摇之王”。